# Рилово (Псковська область)
Рилово (рос. Рылово) — присілок в Новоржевському районі Псковської області Російської Федерації.
Населення становить 13 осіб. Входить до складу муніципального утворення Виборська волость.

## Історія
Від 2015 року входить до складу муніципального утворення Виборська волость.

## Населення
| 2001 | 2002 | 2010 |
| ---- | ---- | ---- |
| 23   | ↘22  | ↘13  |